# Девет потпуних незнанаца
Девет потпуних незнанаца (енгл. Nine Perfect Strangers) америчка је драмска стриминг телевизијска мини-серија темељена на истоименом роману из 2018. Лијен Моријарти. Творац серије је Дејвид Едвард Кели, коју је развио заједно са Џон-Хенријем Батервортом. Премијера серије била је 18. августа 2021. године на Hulu-у.
Премијера серије била је 18. августа 2021. године на Amazon Prime Video-у у Србији, Српској и Црној Гори.

## Радња
Девет незнанаца из града окупља се на десетодневном одмору у кући Транкилијум, лечилишту и велнес-центру које обећава да ће трансформисати и излечити госте који тамо бораве. Одмаралиште није онакво каквим се чини, и гости ће открити многе тајне једни о другима и домаћину одмаралишта, Маши.

## Улоге

### Главне
| Глумац          | Улога       |
| --------------- | ----------- |
| Никол Кидман    | Маша        |
| Мелиса Макарти  | Франсис     |
| Лук Еванс       | Ларс        |
| Мелвин Грег     | Бен         |
| Самара Вивинг   | Џесика      |
| Мајкл Шенон     | Наполеон    |
| Ашер Кеди       | Хедер       |
| Грејс Ван Патен | Зои Маркони |
| Мени Џакинто    | Јао         |
| Тифани Бун      | Дилајла     |
| Реџина Хол      | Кармел      |
| Боби Канавале   | Тони        |

### Споредне
| Глумац       | Улога       |
| ------------ | ----------- |
| Хал Кампстон | Зек Маркони |
| Зои Теракис  | Глори       |

## Епизоде
| Бр. еп. | Наслов | Редитељ       | Сценариста                               | Премијера           |
| ------- | ------ | ------------- | ---------------------------------------- | ------------------- |
| 1       |        | Џонатан Левин | Дејвид Едвард Кели и Џон-Хенри Батерворт | 18. август 2021.    |
| 2       |        | Џонатан Левин | Дејвид Едвард Кели и Џон-Хенри Батерворт | 18. август 2021.    |
| 3       |        | Џонатан Левин | Teleplay by : Саманта Штраус             | 18. август 2021.    |
| 4       |        | Џонатан Левин | TBA                                      | 25. август 2021.    |
| 5       |        | Џонатан Левин | TBA                                      | 1. септембар 2021.  |
| 6       |        | Џонатан Левин | TBA                                      | 8. септембар 2021.  |
| 7       | TBA    | Џонатан Левин | TBA                                      | 15. септембар 2021. |
| 8       | TBA    | Џонатан Левин | TBA                                      | 22. септембар 2021. |